# Saint-Léonard (Marne)
Saint-Léonard település Franciaországban, Marne megyében. Lakosainak száma 100 fő (2022. január 1.). Saint-Léonard Cernay-lès-Reims, Puisieulx, Reims és Taissy községekkel határos.

## Népesség
A település népessége az elmúlt években az alábbi módon változott:
| Lakosok száma | 87   | 86   | 75   | 87   | 109  | 109  | 106  | 109  | 109  | 100  |
|               | 1968 | 1982 | 1990 | 2006 | 2013 | 2015 | 2017 | 2019 | 2020 | 2022 |